# François de Baradas
François de Baradas,, est un favori de Louis XIII.

## Biographie
Baradas, gentilhomme bourguignon, était page de la Petite Écurie. Début 1625 Louis XIII le prit comme favori le fit premier écuyer de la Petite Écurie, premier gentilhomme de la Chambre, capitaine de Saint-Germain et lieutenant du roi en Champagne. «Un garçon de nul mérite, venu en une nuit comme un potiron» d'après Richelieu. Au bout de six mois, Baradas avait tout perdu, faveur et fortune : c’est pourquoi l’expression « la fortune de Baradas » est passée en proverbe pour exprimer une fortune de peu de durée.
François Sublet de Noyers fut chargé de le convaincre de démissionner de sa charge de premier écuyer pour cent mille écus, charge que le roi destinait à son nouveau favori, le futur duc de Saint-Simon. Ayant été pris en grippe par le comte de Chavigny, surintendant des finances, il reçut l'ordre de partir en province, mais la disgrâce n'alla pas jusqu'à son terme.
Lors du siège de Corbie, en 1636, il proposa au comte de Soissons d'arrêter le cardinal de Richelieu, mais, ne souhaitant pas que Monsieur, frère du roi soit impliqué, le coup de main n'eut pas lieu. Ce complot manqué mais connu le fit exiler en Avignon où il fut désormais assigné.